# Scandiumchloride
Scandiumchloride is het scandiumzout van waterstofchloride, met als brutoformule ScCl3. De stof komt voor als grijs-witte hygroscopische kristallen, die zeer goed oplosbaar zijn in water.

## Synthese
Scandiumchloride kan bereid worden door een overmaat zoutzuur aan het amfotere scandiumoxide toe te voegen:
{\displaystyle \mathrm {Sc_{2}O_{3}\ +\ 6\ HCl\longrightarrow \ 2\ ScCl_{3}\ +\ 3\ H_{2}O} }

## Kristalstructuur en eigenschappen
Scandiumchloride heeft een gelaagde kristalstructuur, waarbij ieder scandiumatoom wordt omringd door 6 chlooratomen. Het komt voor als watervrij zout en als hexahydraat. Omdat het hygroscopisch is moet het in of nabij een droogmiddel worden bewaard.

## Reacties
Scandiumchloride reageert met tetrahydrofuraan, met vorming van witte kristallen van ScCl3(THF)3.
Scandiumchloride reageert met metallisch scandium, waarbij andere scandiumchloriden (ScCl, Sc7Cl10, Sc2Cl3, Sc5Cl8 en Sc7Cl12) worden gevormd en waarbij scandium een oxidatietoestand kleiner dan +III heeft.

## Toepassingen
Scandiumchloride wordt gebruikt in metaalhalidelampen, optische vezels, keramiek voor elektronica en in lasers.